# 吉隆坡帝苑酒店
吉隆坡帝苑酒店是一家位于马来西亚首都吉隆坡的五星级酒店。该酒店于1992年由时任首相马哈迪·莫哈末创立。后来于2021年9月1日因不敌新冠疫情冲击而关闭。

## 简介
帝苑酒店由马哈迪创办，自1992年开始运营，共有23层，以及近500间酒店客房。设施包括健身中心、网球场、水疗中心和桑拿浴室、花园、游泳池、餐厅等。由Tradewinds公司所拥有。
2021年7月1日，受疫情影响，酒店总经理诺拉祖丁在有关员工通知信中宣布该酒店将于9月1日关闭。总经理指出，在面临别无选择的情况下作出结业决定，管理层将为员工提供自愿离职计划。